# Réunion
La Réunion este o insulă vulcanică în Oceanul Indian situată în sudul Africii. Potrivit constituției din 4 noiembrie 1958, Réunion constituie un departament de peste mări (DOM) și o parte integrantă a Republicii Franceze. Totodată, insula constituie și o regiune ultraperiferică a Uniunii Europene.

## Geografie

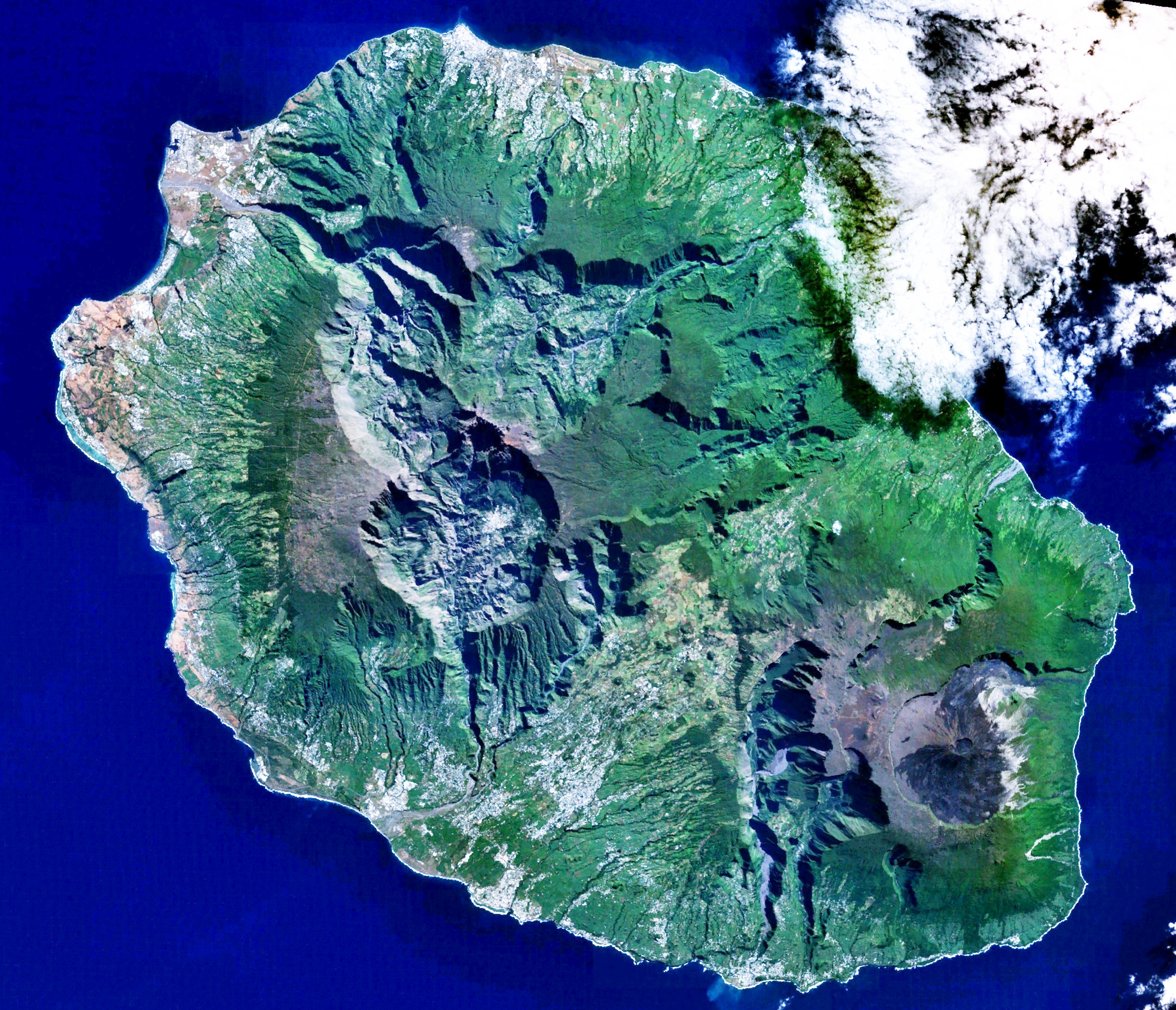
Vedere din satelit a insulei

Insula este situată în Oceanul Indian, la nord de Tropicul Capricornului, la 210 km vest de Maurițius, 800 km est de Madagascar și 9.200 km față de Paris. Insula are o formă alungită, cu o lungime de 63 km și o lățime maximă de 45 km, cu o suprafață totală de 2.512 km². Împreună cu insulele Maurițius și Rodriguez formează arhipelagul Mascarenelor, insule de origine vulcanică, situate pe o anomalie a plăcii terestre africane, aflată la 4.500 de metri sub nivelul mării. Insula s-a format în jurul unui vulcan, Piton des Neiges, ce s-a ridicat deasupra nivelului mării acum 3 milioane de ani. Acesta este cel mai înalt munte de pe insulă și este inactiv de acum 12.000 de ani, dar interiorul lui este cald, cu o temperatură de 200 °C la o adâncime de 2000 de metri. În perioada în care insula a ieșit de sub nivelul mării, un al doilea vulcan și-a început activitatea pe insulă, Piton de la Fournaise, vulcan aflat încă în activitate, ce este, alături de Etna, Kilauea și Stromboli, unul dintre cei mai activi vulcani de pe Pământ.
Spre interiorul insulei, relieful este foarte accidentat, insula fiind supusă unei eroziuni puternice. În partea de nord există trei caldere sculptate în vulcanul stins Piton des Neiges. În aceste regiuni există câteva sate accesibile doar pe jos sau în care aprovizionarea se face cu ajutorul elicopterului. În partea de sud-est a insulei, în zona de scurgere a lavei vulcanului activ, există o zonă sterilă, dominată de scurgeri de lavă solidificate. Litoralul este foarte accidentat, doar în partea de vest a insulei găsindu-se o lagună cu plaje de nisip alb.
Insula este divizată din punct de vedere climatic în două regiuni, de-a lungul unei axe nord–sud. Partea estică este supusă vânturilor și bogată în cascade și prezintă o vegetație luxuriantă. Partea vestică este mai uscată iar vânturile nu sunt la fel de puternice, aceasta fiind partea turistică a insulei. Datorită reliefului muntos, insula a permis dezvoltarea multor microclimate unice. În urma colonizării, oamenii au adus numeroase specii vegetale și animale externe, care au modificat considerabil aspectul insulei.

## Istorie
Insula Réunion este unul intre puținele teritorii în care primii locuitori au fost europenii. La descoperirea acesteia de către navigatorii europeni în drum spre India, insula era complet nelocuită. Data descoperirii este considerată ca fiind anul 1500, dar se pare că navigatorii arabi aveau cunoștință despre existența acesteia.
Primul european ce a debarcat pe insulă a fost în 1500 portughezul Diogo Dias, fiind urmat, 12 ani mai târziu de un alt navigator portughez, Pedro de Mascarenhas după care sunt numite insulele arhipelagului Mascarenelor. Insula este numită Santa Apolonia, dar nu este ocupată, fiind folosită în secolele următoare ca un loc de escală pentru comercianții britanici sau olandezi în drum spre India.
Francezii au debarcat în secolul XVII pe insulă și au luat-o în posesie în numele Regelui Franței, fiind botezată insula Burbon (franceză île Bourbon), numele dinastiei familiei regale. În urma acestei decizii, pe insulă au început să sosească coloniști, ce au adus cu ei sclavi pentru a lucra noile plantații de pe insulă, unul dintre guvernatorii ce au contribuit în mod important la dezvoltarea ei fiind Bertrand-François Mahé de La Bourdonnais, ce a ocupat postul de guvernator între 1735 și 1745.
În urma revoluției franceze sclavagismul a fost abolit pe insulă iar insula a fost numită Réunion pentru a comemora reunirea revoluționarilor din Marsilia cu cei din Paris. În 26 septembrie 1806, insula este redenumită Insula Bonaparte în onoarea noului împărat al Franței și se află în prima linie a conflictului anglo-francez pentru controlul Oceanului Indian. Sclavagismul a fost reinstaurat, ceea ce a dus la refugierea unor grupuri de sclavi în interiorul insulei unde au format un regat tribal independent. În 1810 insula intră sub dominație britanică, dar este retrocedată Franței în 1814.
Datorită mâinii de lucru ieftine și serviciilor furnizate de sclavi, pe insulă se dezvoltă cultura trestiei de zahăr, iar în urma descoperirii metodei de polenizare artificială a vaniliei, aceasta cultură se dezvoltă, insula devenind principalul producător mondial. În 20 decembrie 1848 are loc abolirea definitivă a sclavagismului, zi sărbătorită în continuare în Réunion. În același an se revine la numele de Réunion iar ulterior Louis Henri Hubert Delisle devine primul guvernator de origine creolă al insulei între 1852 și 1858, iar economia se dezvoltă datorită cererii tot mai mari de zahăr. Criza economică nu întârzie însă să apară, în ciuda unei politici serioase de amenajare a teritoriului, deschiderea canalului Suez reprezentând o lovitură importantă datorită reducerii traficului maritim prin apropierea insulei.
În 1946, Réunion devine un departament de peste mări francez, iar în 1997, devine una dintre cele 7 regiuni ultraperiferice ale Uniunii Europene. Un eveniment important în istoria insulei este epidemia de chikungunya care în 2005 și 2006 a afectat aproximativ un sfert din populația insulei, cauzând peste 200 de decese.

## Administrație

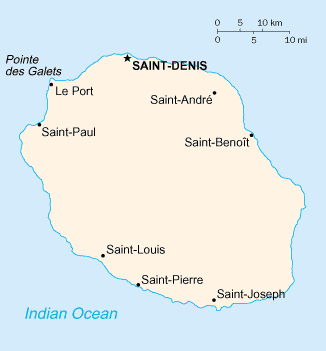
Réunion

Réunion este un departament de peste mări francez, condus, ca toate celelalte departamente franceze, de către un consiliu general, ales prin vot universal. Împreună cu un alt teritoriu francez, Mayotte, Réunion este membră în Comisia Oceanului Indian. De asemenea, Réunion este una dintre cele 7 regiuni ultraperiferice ale Uniunii Europene. Din 2003, în urma unei reforme constituționale, Réunion a devenit o regiune, cu aceleași puteri cu ale unei regiuni franceze, formată dintr-un singur departament și condusă de un consiliu regional. Recent a început o discuție privind crearea unui nou departament în sudul insulei.
Reprezentantul guvernului francez este prefectul, bazat în reședința insulei Réunion, Saint-Denis. Réunion are 8 posturi în Parlamentul Franței, 5 de deputat și 3 de senator. De asemenea, ca regiune ultraperiferică locuitorii participă la alegerile pentru Parlamentul European în cadrul circumscripției electorale Franța de peste mări.
Réunion este subdivizată administrativ asemenea celorlalte departamente franceze în 4 arondismente, 37 de cantoane și 24 de  comune. Împreună cu celelalte departamente de peste mări, sunt singurele departamente franceze cu un număr mai mare de cantoane decât de comune.

## Localități selectate

### Prefectură
- Saint-Denis

### Sub-prefecturi
- Saint-Benoît
- Saint-Paul
- Saint-Pierre

### Alte orașe
- Sainte-Marie
- La Possession
- Le Port
- Le Tampon
- Saint-André
- Saint-Joseph
- Saint-Leu
- Saint-Louis

## Demografie

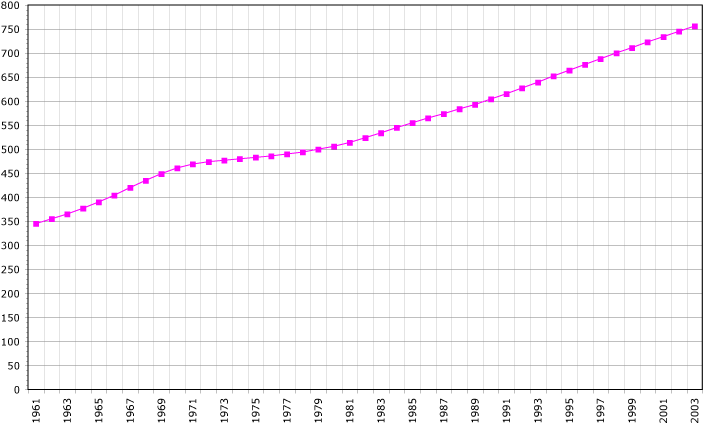
Evoluția demografică în Réunion

În anul 2010, populația era estimată la 833.000 de locuitori, insula prezentând o rată de creștere a populației importantă, de aproximativ 1,63%, datorită unei puternice rate a natalității, de 21,48‰ comparativ cu rata decesului de doar 5,55‰.
Insula era nelocuită la descoperirea acesteia, populația fiind formată din coloniști sau sclavi din Madagascar și alte regiuni din Africa de est, din India și din Europa. Insula prezintă un metisaj pronunțat, aproximativ 90% din populație fiind creolă. Religia predominantă este catolicismul, cu peste 85% din populație, pe insulă practicându-se și islamul, budismul și hinduismul.

## Economie
Turismul este principala sursă de venit a insulei, anual insula fiind vizitată de peste 400.000 de turiști. Agricultura a fost domeniul tradițional al insulei, actualmente fiind în restructurare. Producția de trestie de zahăr este importantă, dar este amenințată de scăderea prețurilor pe piața internațională și de reducerea subvențiilor. Totuși, reziduurile trestiei de zahăr servesc la producerea a 25% din energia electrică a insulei, iar actualmente se studiază modalități viabile din punct de vedere economic de obținere a bioetanolului din melasa trestiei de zahăr. Printre celelalte culturi importante de pe insulă se numără ananasul și vanilia. Pescuitul este o activitate importantă, în special în apele teritoriale ale teritoriilor australe și antarctice franceze, situate la sud de insulă.
În ciuda unei rate de creștere economică foarte puternică, șomajul este o problemă endemică în Réunion, în anul 2004 fiind estimat la aproximativ 32,9% ceea ce duce la un aflux constant al locuitorilor către celelalte regiuni din Franța. Datorită diferenței nivelului de trai dintre diferitele grupuri sociale, în anii 1990 au avut loc o serie de revolte ale populației sărace, în general de origine africană, ceea ce a dus la o creștere a ajutoarelor sociale din partea statului francez, în prezent venitul minim fiind egal cu cel din Franța metropolitană. Regiunea beneficiază de asemenea și de o serie de avantaje fiscale, cum ar fi de exemplu un nivel mai scăzut al TVA-ului.

## Cultură
Cultura locală este un amestec de influențe europene, asiatice și africane, ce au creat un mediu unic. Poetul Charles Baudelaire a vizitat-o în mod repetat, fiind o sursă de inspirație pentru acesta. Limba oficială este limba franceză, dar în insulă este foarte mult vorbită limba creolă reunioneză, inspirată din franceza veche, cu un mare număr de aporturi lingvistice din partea celorlalte limbi ale popoarelor ce au populat insula.